# 몰 (벨기에)

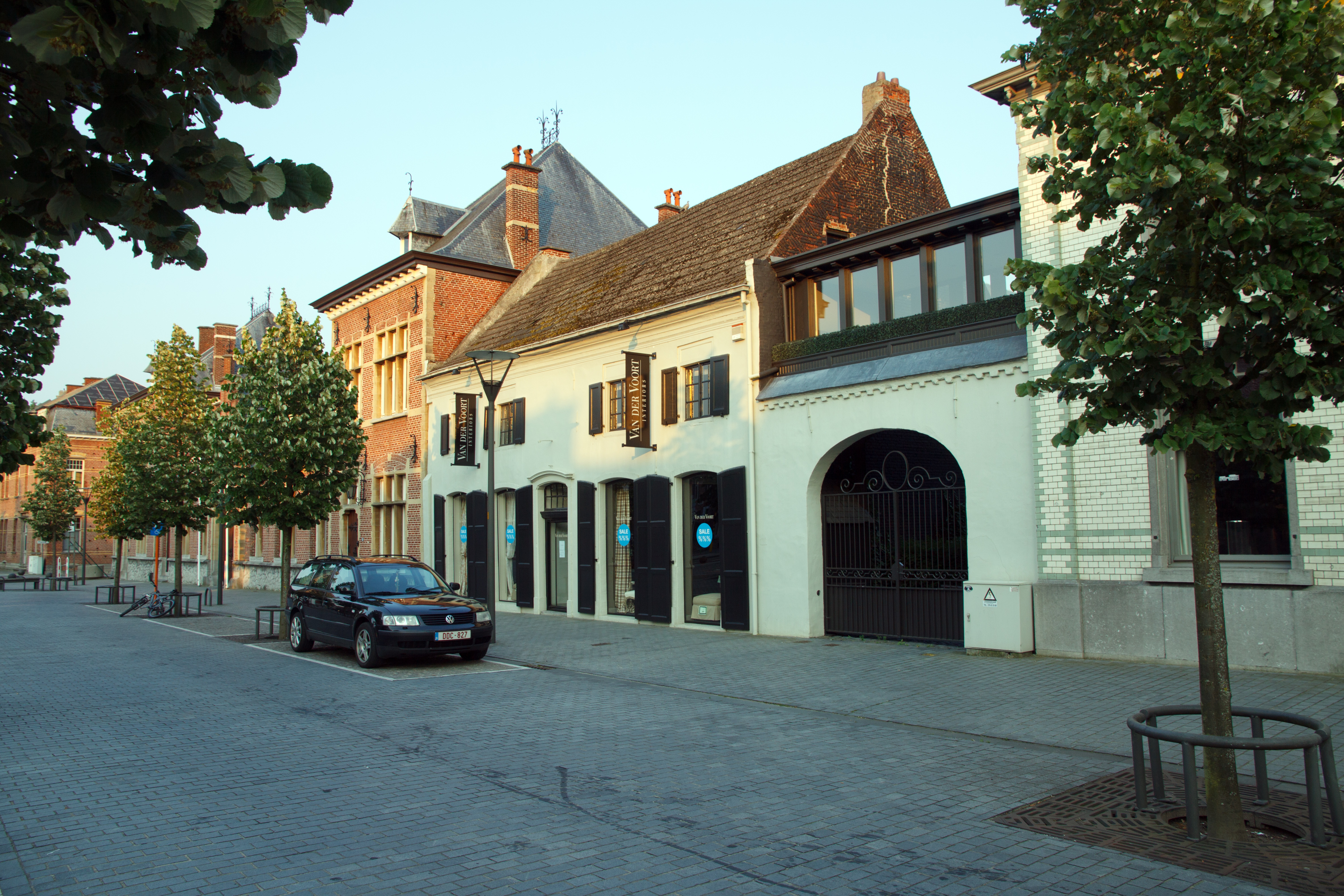
몰

몰(네덜란드어: Mol)은 벨기에 플란데런 지역 안트베르펜주에 위치한 도시로 면적은 114.26km2, 인구는 34,827명(2013년 1월 1일 기준), 인구 밀도는 300명/km2이다.

시기
시 문장